# Penaincisalia culminicola
Penaincisalia culminicola är en fjärilsart som beskrevs av Otto Staudinger 1894. Penaincisalia culminicola ingår i släktet Penaincisalia och familjen juvelvingar. Inga underarter finns listade i Catalogue of Life.